# 奥原次郎
奥原 次郎（おくはら じろう、1914年〈大正3年〉1月15日 - 2008年〈平成20年〉7月24日）は、日本の実業家。寿工業会長。呉商工会議所会頭。

## 経歴
広島県呉市出身。高小卒。1935年、広島県呉市阿賀町に奥原工作所を創設。1943年に奥原工作所を改組、東亜航空工業と改称。1952年、寿工業株式会社へ商号変更。東亜航空工業、呉繊維、寿工業各社長を務める。
1965年9月、トヨタカローラ山口取締役。1971年9月、サンデーサン（現・ジョリーパスタ）取締役。1974年8月、山口トヨペット取締役。1985年、郷原ゴルフ観光社長。黒瀬観光会長を務める。勲四等に叙せらる。トヨタオート広島代表取締役名誉会長となる。
2000年5月、ネッツトヨタ広島取締役相談役。2001年11月、寿工業代表取締役会長。
広島経済同友会呉代表幹事、日本チェーンアンカー社長、中国化薬、広島ホームテレビ各取締役を務める。

## 人物
趣味は囲碁、スポーツ、ゴルフ。住所は呉市北迫町、西中央5丁目。

## 賞罰
- 勲四等瑞宝章[4][6]

## 家族・親族
奥原家
- 弟・義人（1916年 - 2001年、呉信用金庫理事長[2]、呉市長[3]）
- 甥・信也[14]（1942年 - 、元広島県議会議員）
- 孫・祥司（コトブキ技研工業社長）